# Leandro Barcia
Leandro Barcia, vollständiger Name Leandro Barcia Montero, (* 8. Oktober 1992 in Florida) ist ein uruguayischer Fußballspieler.

## Karriere

### Verein
Der 1,75 Meter große Offensivakteur Barcia steht mindestens seit der Clausura 2014 im Erstligakader von Nacional Montevideo. Sein Debüt in der Primera División feierte er unter Trainer Gerardo Pelusso am 19. April 2014 beim 3:0-Heimsieg gegen den Cerro Largo FC, als er in der 76. Spielminute für Gastón Pereiro eingewechselt wurde. In jener Saison absolvierte er vier Erstligaspiele und schoss drei Tore. In der Spielzeit 2014/15 gewann er mit Nacional die Landesmeisterschaft und wurde 19-mal (sechs Tore) in der höchsten uruguayischen Spielklasse eingesetzt. Es folgten in der Saison 2015/16 25 Erstligaeinsätze (zwei Tore) und zehn (ein Tor) in der Copa Libertadores 2016. Während der Spielzeit 2016 wurde er mit dem Team erneut Uruguayischer Meister und kam viermal (kein Tor) in der Liga zum Einsatz.

### Erfolge
- Uruguayischer Meister: 2014/15, 2016